# Zurgena
Zurgena est une commune de la province d'Almería, Andalousie, en Espagne.

## Géographie

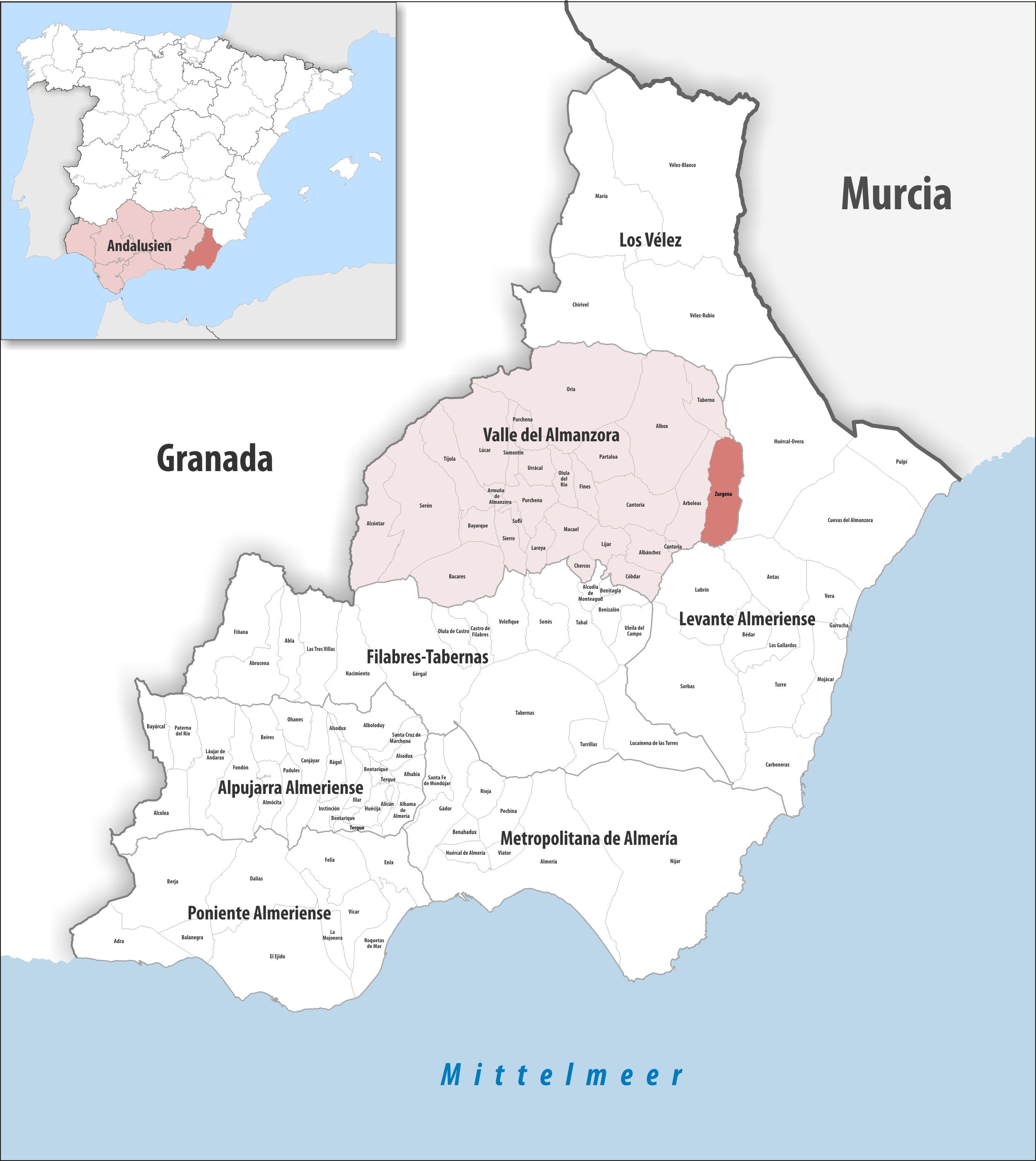
Zurgena dans la comarque Valle del Almanzora, province d'Almería / en Andalousie

### Localisation
La commune de Zurgena se trouve vers le nord-est de la province d'Almería et dans l'est de la comarque Valle del Almanzora.
Almería est à 90 km sud-ouest ;
Madrid à 515 km nord-nord-ouest ;
Gibraltar à 433 km ouest-sud-ouest (distances par route).